# Incetta
L'incetta designa la presenza di un'elevata domanda sul mercato di un particolare bene, temendo una rarefazione delle offerte nel corso del tempo.
L'incetta può avvenire per svariate cause: perdita di produzione, aumento subitaneo dei bisogni, volontà di procedere ad acquisti speculativi. In questo caso molto spesso in luogo di incetta si parla di accaparramento dei beni che sconvolge le normali condizioni del mercato e della produzione.
Il fenomeno fu conosciuto anche anticamente ma ebbe particolare importanza durante la seconda guerra mondiale, quando cominciarono a fare difetto sul mercato moltissimi prodotti, sia di uso alimentare sia di usi vari.